# Liste der Einträge im National Register of Historic Places im Union County (South Dakota)

Lage des Union County in South Dakota

Die Liste der Einträge im National Register of Historic Places im Union County in South Dakota führt alle Bauwerke und historischen Stätten im Union County auf, die in das National Register of Historic Places aufgenommen wurden.

## Legende
| NRHP | Historic Place    |
| HD   | Historic District |

## Aktuelle Einträge
| [ 2 ] | Name                                                       | Bild                    | Eintragsdatum                  | Lage                                                    | Ort                   | Beschreibung                                                                             |
| ----- | ---------------------------------------------------------- | ----------------------- | ------------------------------ | ------------------------------------------------------- | --------------------- | ---------------------------------------------------------------------------------------- |
| 1     | Baker House                                                | weitere Bilder          | 1979 ID-Nr. 79002409           | Abseits des SD 48 42° 50′ 38″ N, 96° 35′ 5″ W           | Alcaster              |                                                                                          |
| 2     | Governor William J. Bulow House                            | weitere Bilder          | 1986 ID-Nr. 86001024           | 207 West Hemlock Street 43° 4′ 52″ N, 96° 46′ 34″ W     | Beresford             | 1898 errichtetes Wohnhaus von William J. Bulow, dem zwölften Gouverneur von South Dakota |
| 3     | Chicago and Northwestern Railroad Depot                    | weitere Bilder          | 1985 ID-Nr. 85000262           | 1 Depot Square 43° 4′ 50″ N, 96° 46′ 11″ W              | Beresford             |                                                                                          |
| 4     | Hultgren Farm                                              | weitere Bilder          | 2004 ID-Nr. 03001536           | 17953 309th Street 42° 54′ 19″ N, 96° 36′ 51″ W         | Big Springs Township  |                                                                                          |
| 5     | Hyden House                                                | Hyden House             | 1996 ID-Nr. 96000742           | 405 Hyden House 43° 1′ 22″ N, 96° 37′ 39″ W             | Alcester              |                                                                                          |
| 6     | John August Larson Home                                    | John August Larson Home | 1985 ID-Nr. 85003451           | 407 West Hemlock Street 43° 4′ 53″ N, 96° 46′ 55″ W     | Beresford             |                                                                                          |
| 7     | Junction City Rest Stop Tipi                               | weitere Bilder          | 20. Jan. 2015 ID-Nr. 14001191  | Mi. 26.6 an der I-29 42° 47′ 5,1″ N, 96° 47′ 15,2″ W    | Junction City         | Teil der Concrete Interstate Tipis of South Dakota MPS                                   |
| 8     | Charles Murtha House and Brick Yard                        | weitere Bilder          | 1982 ID-Nr. 82003945           | West Main Street 42° 41′ 26″ N, 96° 41′ 32″ W           | Elk Point             |                                                                                          |
| 9     | Nora Store                                                 | Nora Store              | 2007 ID-Nr. 07001215           | 30705 475th Avenue 42° 56′ 25″ N, 96° 42′ 25″ W         | Alcester              |                                                                                          |
| 10    | J.W. Reedy House                                           |                         | 1984 ID-Nr. 84000605           | 304 North 2nd Street 43° 5′ 1″ N, 96° 46′ 21″ W         | Beresford             |                                                                                          |
| 11    | St. Paul Lutheran Church and Cemetery                      |                         | 20. Feb. 2018 ID-Nr. 100002103 | 31903 475th Ave. 42° 45′ 52,7″ N, 96° 42′ 27,9″ W       | Umgebung von Richland |                                                                                          |
| 12    | St. Peter’s Catholic Church                                | weitere Bilder          | 1989 ID-Nr. 89000833           | 400 Main Street 42° 36′ 15″ N, 96° 33′ 36″ W            | Jefferson             | 1891 im neuromanischen Stil errichtete katholische Kirche                                |
| 13    | South Dakota Dept. of Transportation Bridge No. 64-061-199 |                         | 1993 ID-Nr. 93001322           | Brücke über den Brule Creek 42° 47′ 39″ N, 96° 41′ 8″ W | Elk Point             |                                                                                          |
| 14    | Star School District 61                                    | weitere Bilder          | 2008 ID-Nr. 08000056           | 47446 305th Street 42° 58′ 13″ N, 96° 43′ 2″ W          | Alcester              |                                                                                          |
| 15    | Swanson House                                              | weitere Bilder          | 2006 ID-Nr. 06000461           | 30572 483rd Avenue 42° 57′ 28″ N, 96° 32′ 50″ W         | Alcester              |                                                                                          |
| 16    | United Brethren Church                                     | weitere Bilder          | 2001 ID-Nr. 01000091           | 31141 476th Avenue 42° 52′ 26″ N, 96° 41′ 15″ W         | nordöstlich von Spink |                                                                                          |